# Медаль «За заслуги перед БНА»
Медаль «За заслуги перед БНА» учреждена 23 декабря 1965 г.
Вручалась военнослужащим — офицерам, сержантам и солдатам Болгарской Народной армии, а также гражданским лицам, работающим в армии и оборонной отрасли, за заслуги по укреплению Вооруженных Сил, обороноспособности НРБ, а также за заслуги военно-патриотическому воспитанию. Автор проекта — Р.Пеев. Медаль изготавливалась на Государственном монетном дворе.

## Описание медали
Медаль «30 лет Болгарской народной армии» изготавливается из светло-желтого металла и имеет форму правильного круга диаметром 33 мм.
В середине аверса прикреплен круглый медальон с болгарским львом на красной эмали и надписью по окружности по белой эмали «* ЗА ЗАСЛУГИ КЪМ * БНА». Медальон наложен на позолоченные скрещенные остриями кверху мечи и лавровый венок.